# Hebreeuws braille
Hebreeuws braille is het alfabet voor het braille in het Hebreeuws.
Het braillesysteem is gebaseerd op het unified international braille, waaraan extra letters zijn toegevoegd.  Hierdoor stemmen de toewijzingen van de karakters overeen met andere braillesystemen, zoals Frans braille, Grieks braille, Arabisch braille en meer. In tegenstelling tot het Hebreeuwse schrift wordt Hebreeuws braille van links naar rechts gelezen.

## Geschiedenis
Voor de jaren 1930 waren er verschillende regionale variaties van het Hebreeuwse braille. In 1936 stelde het Jewish Braille Institute (JBI) of America een internationaal team samen om een uniforme braillecode tot stand te brengen. Een belangrijke uitdaging hierin was het ontwerp van de klinkers.
Op basis van dit eerste ontwerp sponsorde het Library of Congress in dit jaar een publicatie in dit brailleschrift: een boek met passages uit de Talmoed en andere bronnen. In de jaren erop werden er nog verfijningen aangebracht totdat in 1944 het huidige schrift tot stand was gekomen.

## Letters
| Letter  | א | ב | בּ | ג | ד | ה | ו | וּ | וֹ | ז | ח | ט | י | יּ | כ | כּ |
| Braille |   |   |   |   |   |   |   |   |   |   |   |   |   |   |   |   |
| Letter  | ל | מ | נ | ס | ע | פ | פּ | צ | ק | ר | ש | שׂ | ת |   |   |   |
| Braille |   |   |   |   |   |   |   |   |   |   |   |   |   |   |   |   |